# Home Made Kazoku
Home Made Kazoku (HOME MADE 家族) est un groupe de hip-hop japonais, originaire de Nagoya. Formé en 1996 et produit par Ki/oon Records, le groupe se sépare en 2016.

## Biographie
Home Made Kazoku est formé comme trio comprenant Micro, Kuro, et DJ U-Ichi. Il est à l'origine formé en 1996 sous un nom différent. Le groupe se compose de nombreux membres jusqu'en 2001, année durant laquelle il décide de devenir un trio sous le nom de Home Made Kazoku. Les chanteurs Micro et Kuro sont originaires des États-Unis. Micro passera une grande partie de son enfance dans le Kentucky, et Kuro expliquera avoir vécu à 12 ans à Chicago, dans l'Illinois.
Entre 2001 et 2003, le groupe joue dans différents nightclubs de Nagoya. Au début de 2004, le groupe est sélectionné pour participer à la tournée Japan Club Tour, où le trio se popularise encore plus, et attire l'intérêt du label Ki/oon Records. Peu après leur signature au label, le groupe publie un album qui comprend la chanson Home Sweet Home (Reborn), qui deviendra la plus diffusée sur les chaines japonaises. En juillet 2004, Home Made Kazoku publie son premier single, Summer Time Magic. Summer Time Magic atteint la 15e place de l'Oricon pendant près de dix semaines. Après la sortie d'une série de singles, Thank You!! devient le second thème de fin de l'anime Bleach, et Shōnen Heart comme second générique d'ouverture pour l'anime Eureka Seven. Puis le groupe publie son premier album, Rock the World, qui atteint l'Oricon. Après leur premier album, le groupe tourne constamment, et publie plusieurs singles. Il publiera aussi ses deuxième et troisième albums, Musication et Familia.
En 2011, Home Made Kazoku retourne pour la troisième fois sur Naruto Shippuden avec la chanson Freedom, comme 17e générique de fin.
Le groupe joue son premier concert américain à l'Otakon 2010 à Baltimore et revient à l'Otakon 2013 avec T.M. Revolution.

## Discographie

### Albums studio
- 2005 : Rock the World
- 2006 : musication
- 2007 : Familia
- 2008 : Home
- 2010 : Circle
- 2011 : Akatsuki
- 2012 : 3Rise
- 2015 : Laughin' Road

### EP
- 2004 : Oooh! Ie～!